# James Elliot
James L. Elliot (Columbus, 17 giugno 1943 – Wellesley, 3 marzo 2011) è stato un astronomo statunitense.

## Carriera accademica e studi
È stato professore di fisica, scienze della Terra e planetologia, direttore dell'Osservatorio di Astrofisica presso il MIT. Elliot ha fatto parte di un team che ha riscoperto il sistema di anelli attorno al pianeta Urano nel 1977. Si è laureato presso il MIT nel 1965 ed ha ottenuto il Ph.D presso Harvard nel 1972.
Elliott ha evidenziato, insieme al suo team, il riscaldamento globale in atto su Tritone, il maggiore satellite di Nettuno.
Mediante i metodi di astronomia planetaria, e specialmente attraverso le occultazioni stellari, ha analizzato le atmosfere e le caratteristiche fisiche dei corpi minori del nostro sistema solare. Si è interessato particolarmente di Plutone, Tritone, degli oggetti della fascia di Kuiper e dei pianeti extrasolari.
Insieme al prof. Paul Schechter e altri membri del MIT  e dell'Harvard College, ha progettato un CCD per i telescopi Magellano. Elliot ha lavorato, insieme ad altri colleghi, presso il Lowell Observatory alla costruzione di un fotometro ad alta velocità (HIPO) per la NASA.